# Shir Kuh
Le Shir Kuh ou Shirkuh (شيركوه en persan, signifiant « la montagne du lion ») est un sommet culminant à 4 055 m dans la partie centrale de l'Iran, à environ 40 km au sud-ouest de la ville de Yazd, dans la province du même nom. La première femme à gravir la montagne fut Banoo Khosrawy.

## Géologie
Le Shir Kuh est constitué principalement de granite du Jurassique entouré de roches crétacées. Cette montagne est située dans la zone géologique et structurelle qui va de Sanandaj (Kurdestan) à Sirjan (Kerman). Cette zone fut soumise au magmatisme et au métamorphisme au Paléozoïque et au Mésozoïque. Ainsi que d’autres microplaques iraniennes, elle fut séparée du Gondwana au Carbonifère (lorsque le magmatisme a été provoqué par le rift et le processus d'extension) et déplacée vers le nord.

## Climat
En raison de l'altitude élevée, le Shir Kuh et ses environs ont un climat montagnard froid, bien que la région soit située dans un endroit entouré d'un climat semi-désertique chaud.